# سارية بانمنجوم
سارية بانمُنجوم (بالكورية: 판문점 기둥) هي سارية علم تقع في بلدة بانمنجوم  على الحدود الكورية الشمالية-الجنوبية، من جهة كوريا الشمالية. تحمل علم كوريا الشمالية، ويبلغ ارتفاعها 160 مترًا، حيث كانت الأعلى في العالم وقت إنشائها عام 2009، أما الآن فتحتل المركز الرابع من حيث الارتفاع.
تم بناء هذه السارية من الجهة الكورية الشمالية من الحدود، بعد بناء كوريا الجنوبية سارية علم بارتفاع 98 متر، فردت عليها بيونغيانغ ببناءها على بعد كيلومتر واحد فقط من الحدود.

## وصلات خارجية
- صور لسارية بانمنجوم على flickr

| السجلات                           | السجلات                                  | السجلات                             |
| --------------------------------- | ---------------------------------------- | ----------------------------------- |
| سبقه · سارية عشق آباد، تركمانستان | أعلى سارية علم بالعالم 2009 - أيلول 2010 | تبعه · سارية العلم الوطني، أذربيجان |